# A mis niños de 40 años
A Mis Niños de 40 Años es el segundo álbum recopilatorio de estudio de Miliki, en el cual se reúnen algunas de aquellas canciones incluidas en los discos que se han realizado del cantante en los últimos 10 años. Desafortunadamente ya no hubo una tercera versión de A mis niños de 50 años, pues Miliki falleció en 2012 cuatro años después del lanzamiento del último disco.

## Lista de canciones
| N.º | Título | Duración |  |

## Intérpretes
- Miliki: Voz y acordeón
- José Morato y Óscar Gómez (productor): Voces y coros

### Colaboraciones
- Gomaespuma: en "Hola Don Pepito"
- Emilio Aragón y Miguel Bosé: en "El Barquito de cáscara de Nuez"
- Marcela Morelo: en "Susanita"
- Siempre así:  en "Dále Ramón" y "Gracias Miliki"
- Josema Yuste: en "Animales F.C."
- Bertín Osborne: en "Abre la puerte, Pepe"
- Los del Río: en "De Cachibú, de Cachivaca"
- Paz Padilla: en "La marcha de las letras"
- Café Quijano: en "Chévere Chévere Chón"
- Lolita: en "Una cucharada de azúcar"
- Los Morancos: en "Supercalifragilisticoespialidoso"
- Carlos Baute: en "Miliki's Cazafantasmas"
- Paquito D'Riveraen "Hola Don Pepito (Instrumental)"

- Datos: Q5654416